# Kienzle
Kienzle Uhren Gesellschaft mit beschränkter Haftung es la empresa relojera más antigua de Alemania, fundada por Johannes Schlenker en 1822 en Schwenningen. Desde 2002, su sede se encuentra en la ciudad de Hamburgo.

## Historia

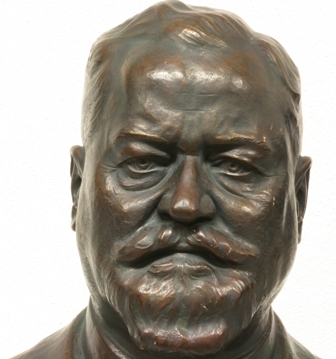
Jakob Kienzle

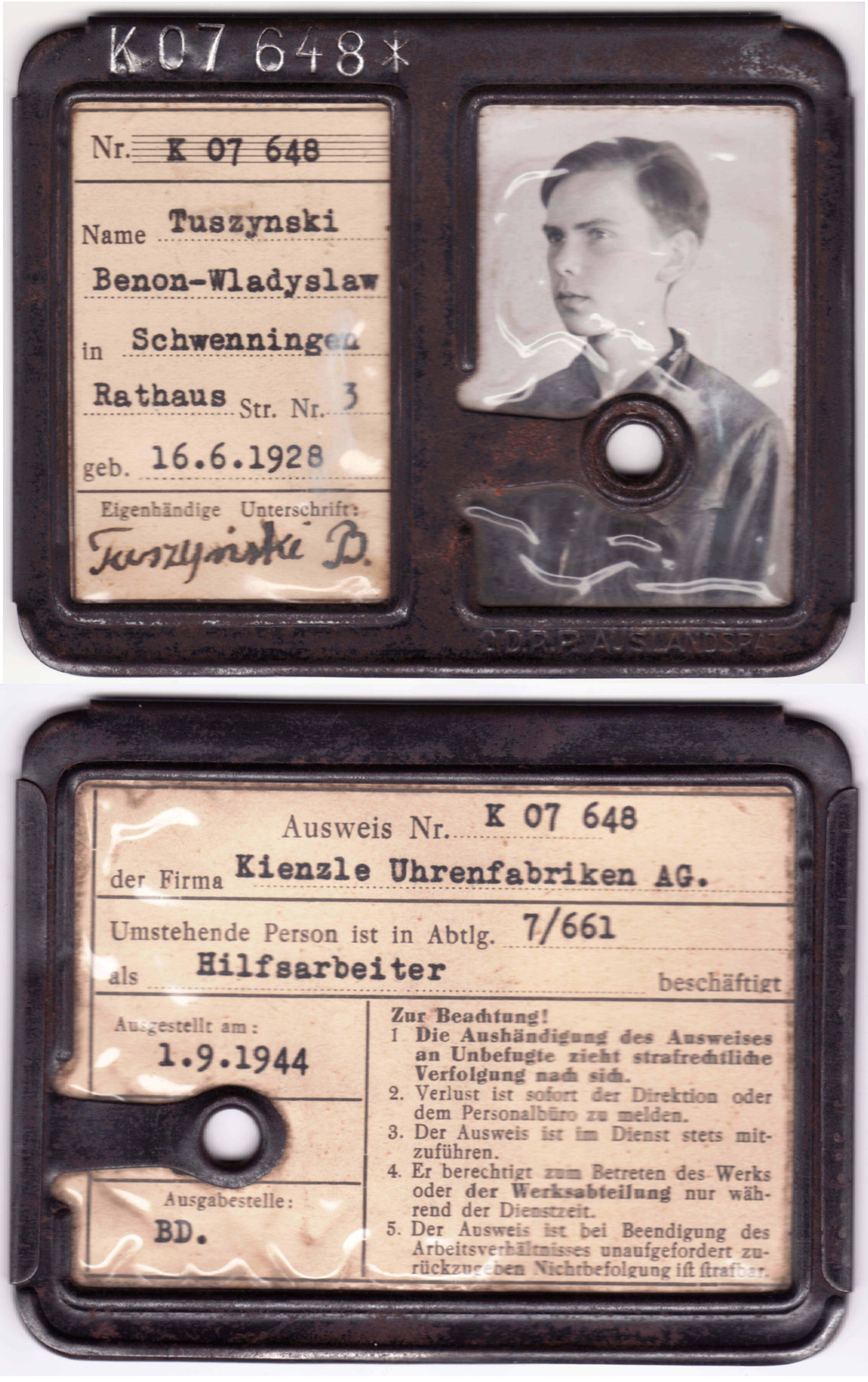
Documento de identidad de un muchacho polaco de 16 años de edad, sometido a trabajos forzados en la Fábrica de Kienzle (1944)

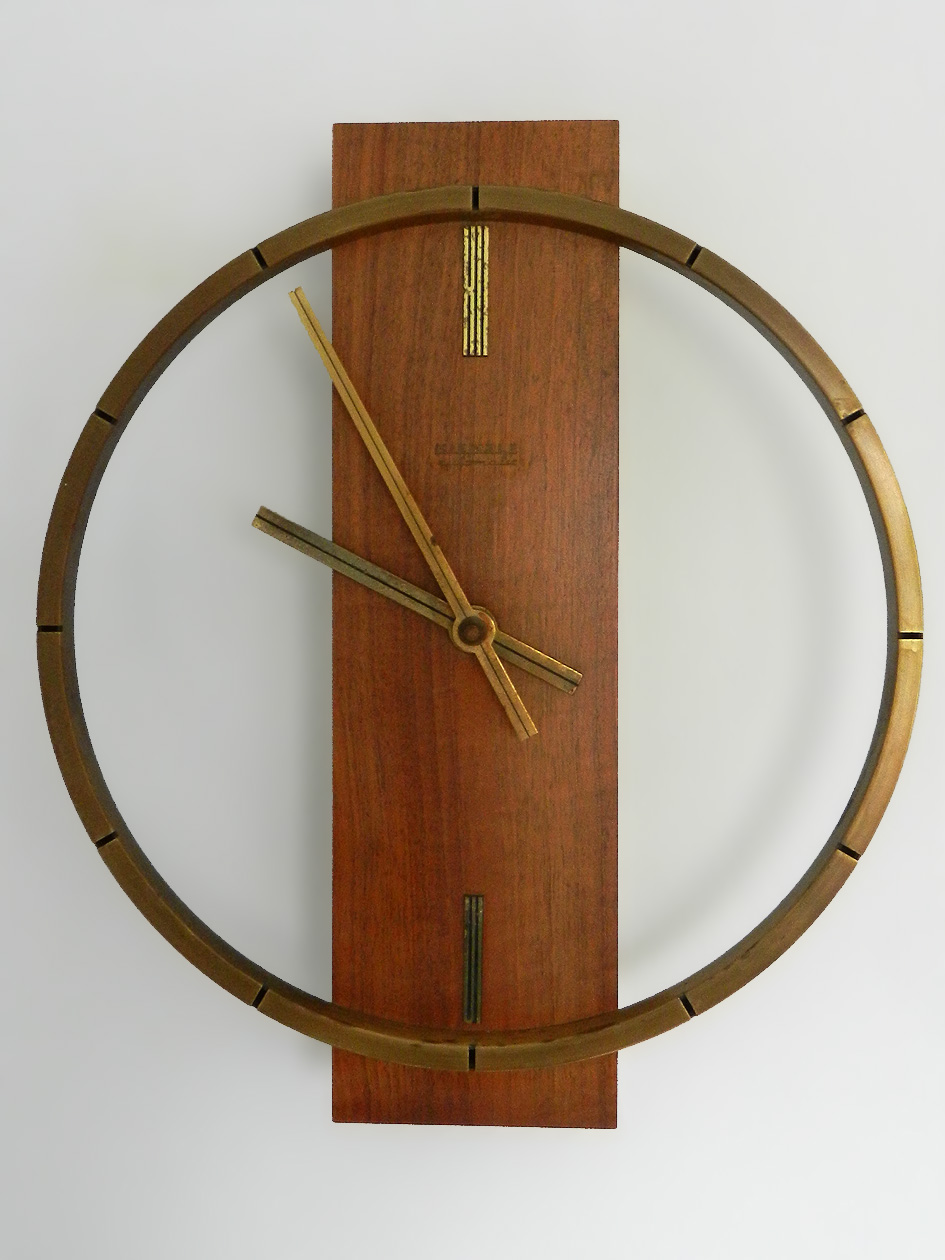
Reloj de pared Kienzle

En 1883, Jakob Kienzle se casó con una de las mujeres de la familia Schlenker, y se convirtió en socio de la empresa. La firma cambió su nombre a Schlenker & Kienzle desde 1883 hasta 1922, cuando se convirtió en una sociedad anónima con el nombre de Kienzle Uhrenfabrik, A.G. (Fábricas de Relojes Kienzle, A.G.).
Cuando la compañía introdujo el "Sistema Americano" de producción en 1894, estandarizó los componentes individuales y las placas perforadas, el coste de los despertadores y relojes de pared se redujo significativamente. En 1897, Jakob Kienzle se convirtió en el único propietario de la firma, y el nombre de la empresa finalmente se cambió a Kienzle. En los años siguientes, se establecieron sucursales en Milán, París y Londres. En 1899, la empresa producía 162.000 relojes y despertadores al año.
En 1902, Kienzle lanzó al mercado el reloj con marca de tiempo y los primeros relojes para automóviles. El "Strapazier-Armbanduhr" se presentó en 1931, y se vendieron 25 millones.
A finales de la década de 1930, Kienzle comenzó la fabricación de dos relojes de mesa de gama alta: el reloj del Zodíaco y el reloj de Hora Mundial. Tras la Segunda Guerra Mundial, la compañía continuó la producción con artículos ya consolidados y nuevos productos, como un parquímetro equipado con la última tecnología.
Durante la Segunda Guerra Mundial, la compañía incrementó su plantilla con mano de obra esclava procedente de Polonia y de otras zonas conquistadas por la Alemania nazi. La fábrica produjo y suministró una variada gama de instrumentos de cronometraje y de relojes para las fuerzas armadas alemanas y del Eje, como relojes cronógrafos de cabina de 8 días para los aviones Messerschmitt y Heinkel Flugzeugwerke, así como relojes de pulsera y de bolsillo para uso general, y para los soldados de la Wehrmacht y de la Luftwaffe.
En 1956, se introdujo en el mercado el Volksautomatik. La energía necesaria para la marcha del reloj se obtenía mediante un rotor que giraba en ambas direcciones y, en lugar de pasadores de acero, la palanca del escape estaba equipada con pasadores de rubí.
En la década de 1960, Kienzle produjo relojes de salpicadero para los modelos Mercedes-Benz, Rolls-Royce y Bentley Motors Limited: tanto los modelos Serie 1 Silver Shadow como los Bentley T estaban equipados con relojes Kienzle.
En las décadas de 1960 y 1970, Kienzle se convirtió en líder del mercado en Alemania. En 1972, se fabricó el primer reloj con energía solar, el Heliomat, así como los primeros movimientos de cuarzo. En los años siguientes, Kienzle fue la primera empresa en presentar un reloj despertador de viaje de cuarzo.
En 1986, la firma desarrolló el primer reloj alimentado con placas fotovoltáicas capaz de aprovechar la luz artificial y un elemento de captación policristalino. A principios de la década de 1990 desarrolló el reloj más resistente al agua del mundo, con una resistencia de hasta 12.000 metros, así como el primer reloj despertador atómico radiocontrolado del mundo con ajuste de alarma analógico.
En 1996, se desarrolló un nuevo movimiento radiocontrolado: el movimiento radiocontrolado de doble motor más pequeño, con el sistema de ajuste más rápido. Este movimiento ajusta la hora en cinco minutos.

## Presente
En 1997, Kienzle fue absorbida por Highway Holdings Group. Pero solo cinco años después, en 2002, la firma regresó a Alemania con la fundación de Kienzle AG. La empresa emplea a más de 450 trabajadores en su nueva fábrica. Desde entonces, la sede se encuentra en Hamburgo. La empresa adquirió los derechos de marca y distribución a nivel mundial y comenzó con el desarrollo y la fabricación de tres nuevas colecciones de relojes en diferentes segmentos de precio.
En 2008, Kienzle se trasladó a su sede actual, una casa comercial en Hamburg-Harvestehude.
La firma planea expandirse a una marca de relojes de pulsera y artículos de moda, siendo Kienzle Optik el primer segmento de expansión que estaba previsto lanzar al mercado. Sin embargo, los relojes seguirán siendo el área principal de la marca.

## Imágenes
|  |  |  |  |

## Patrocinios
- Kienzle patrocina regularmente diversos eventos, pero se centra cada vez más en el deporte. En 1992, Katja Seizinger participó en los Juegos Olímpicos.[13]

- La firma patrocinó al club de balonmano SG Flensburg-Handewitt, y desde la temporada 2009/2010 es socio oficial del club de fútbol Hamburg sports club, aportando los relojes utilizados en los estadios de la Bundesliga.

- También apoya al "Hamburg Leuchtfeuer Hospiz", una instalación hospitalaria patrocinada por el exalcalde de Hamburgo Ole von Beust.[14][15]